# 河坝镇 (石阡县)
河坝镇，是中华人民共和国贵州省铜仁市石阡县下辖的一个乡镇级行政单位。
2016年1月14日，贵州省人民政府批复同意石阡县部分乡镇行政区划调整，撤销河坝场乡建制，设置河坝镇。撤乡设镇后行政区域和政府驻地不变。

## 行政区划
河坝镇下辖以下地区：
和坪村、普兴村、印屯村、双桥村、深溪村、小江村、黎家坪村、中宅村、坪中村、金岩村、翁坪村、王坪村、连山村、美星村和高屯村。

## 中国传统村落
2012年，小高王村被评为首批“中国传统村落”。